# NGC 5910-1
NGC 5910-1 (другие обозначения — MCG 4-36-35, ZWG 135.45, VV 139, HCG 74A, PGC 54689) — галактика в созвездии Змея.
Этот объект входит в число перечисленных в оригинальной редакции «Нового общего каталога».
В галактике вспыхнула сверхновая SN 2002ec типа Ia, её пиковая видимая звездная величина составила 17,7.